# L’Humanité
L'Humanité är en kommunistisk dagstidning i Frankrike, grundad 1904 av Jean Jaurès och Lucien Herr med flera. Tidningen är officiellt nyhetsorgan för det Franska Kommunistiska Partiet.
Tidningen hade sin glanstid som den franska socialismens dagliga organ åren före första världskriget, då den under Jean Jaurés ledning hade en rad kända medarbetare som Lucien Herr, Marcel Sembat, Léon Blum och Adéodat Compère-Morel. 1914-18 var Pierre Renaudel tidningens chef, men sistnämnda år lyckades kommunisterna skaffa sig aktiemajoriteten i tidningen.
Sedan dess har den varit huvudorgan för fransk kommunism, till en början under Marcel Cachins ledning 1918-1958.